# Diocèse de Ripon et Leeds
Le diocèse de Ripon et Leeds est un ancien diocèse anglican de la Province d'York qui s'étendait sur le nord et l'ouest du Yorkshire. Son siège était la cathédrale de Ripon.
Il est créé en 1836 à partir des diocèses de Chester et d'York.
Le diocèse se divisait en deux archidiaconés, à Richmond et à Leeds. Un évêque suffragant s'appelait l'évêque de Knaresborough.
En 2014 le diocèse fut dissout et fusionné avec le diocèse de Bradford et le diocèse de Wakefield pour créer le Diocèse anglican de Leeds.